# Kouchkoupir
Kouchkoupir (Qo'shko'pir en ouzbek; Кошкупыр, Kochkoupyr en russe ; Kushkupir en anglais) est une ville d'Ouzbékistan, située au nord-ouest de ce pays dans la province du Khorezm. Son nom provient de deux mots du dialecte khorézmien et signifie kush : deux, kupir : pont. 

## Géographie
La ville se situe dans l'oasis d'Amou-Daria. Elle est à 35 km d'Ourguentch, capitale administrative du Khorezm, 20 km de Khiva, ville historique et ancienne capitale du khanat de Khiva. La ville est le chef-lieu administratif du district de Kouchkoupir (en).
Elle se trouve au bord du canal de Gazavat et à quelques kilomètres de la frontière du Turkménistan.

## Historique
La localité a été fondée au début de XXe siècle sous l'Empire russe et s'est développée pendant la période soviétique. L'aménagement et l'architecture de la petite ville sont purement soviétiques. Elle obtient le statut de ville en 1983.

## Population
Kouchkoupir comprenait 12 800 habitants en 1991. Elle était estimée à 18 134 habitants en 2010.

## Transport
La ville se trouve à 27 kilomètres de la gare de chemin de fer d'Ourguentch.